# Hit Da Pavement
"Hit Da Pavement" é uma canção da dupla de Funk 7 Days of Funk (Dâm-Funk & Snoopzilla). É a faixa de abertura do álbum de estúdio homônimo de estréia da dupla, lançado em 2013. A canção foi escrita por Snoopzilla e Dâm-Funk, mixada por Shon Lawon e Cole M.G.N, a faixa foi produzido por Damon Riddick sob seu nome artístico Dam-Funk e os vocais da canção foram realizadas por Calvin Broadus usando a alcunho de Snoopzilla.
A canção conta com os backing vocals de Shon Lawon e Val Young e vocais adicionais do maestro de Funkadelic Bootsy Collins.
"Hit Da Pavement", juntamente com "Faden Away" foram lançadas em formato cassingle em 10 de dezembro de 2013, com as duas versões vocais e instrumentais.

## Vídeo da música
O vídeo da faixa "Hit Da Pavement" estreou no site VEVO em 10 de dezembro de 2013, Dirigido por Henry DeMaio, o vídeo segue a trama do vídeo do single "Faden Away". O vídeo se passa em Snoopzilla dirigindo um Lincoln Continental azul pelas ruas de Los Angeles, com varias mulheres juntas a ele. no meio da trama do vídeo Snoop para o seu cara para compra um saco de maconha.

## Lista de faixas e formatos
Cassingle
| Side A: Pave |                                  |                        |              |         |  |
| N.º          | Título                           | Compositor(es)         | Produtor(es) | Duração |  |
| 1.           | "Hit Da Pavement" (Vocal)        | C. Broadus, D. Riddick | Dâm-Funk     | 4:16    |  |
| 2.           | "Hit Da Pavement" (Instrumental) |                        | Dâm-Funk     | 4:16    |  |

| N.º | Título | Duração |  |

45 Box Set
| Side 1A |                   |                        |              |         |  |
| N.º     | Título            | Compositor(es)         | Produtor(es) | Duração |  |
| 1.      | "Hit Da Pavement" | C. Broadus, D. Riddick | Dâm-Funk     | 4:16    |  |

| N.º | Título                           | Compositor(es) | Produtor(es) | Duração |  |
| 2.  | "Hit Da Pavement" (Instrumental) |                | Dâm-Funk     | 4:16    |  |

## Créditos e pessoal
Gravação
- Gravado no Funkmosphere Lab, Los Angeles, Califórnia.
- Mistos no complexo, Los Angeles, Califórnia.
- Masterizado no Bernie Grundman Mastering, Hollywood, Los Angeles.

Pessoal
- Calvin Broadus - compositor, vocals
- Cole M.G.N. - Mixagem
- Bootsy Collins - vocais adicionais
- Brian "Big Bass" Gardner - masterização
- Shon Lawon - vocais de fundo, engenharia, Mixagem
- Damon Riddick - Instrumentação, produção
- Frank Vasquez - engenharia adicional
- Val Jovens - fundo vocais

## Histórico de lançamento
| Data                   | Formato          | Gravadora            |
| ---------------------- | ---------------- | -------------------- |
| 10 de dezembro de 2013 | Digital download | Stones Throw Records |
| 10 de dezembro de 2013 | Cassette         | Stones Throw Records |
| 5 de fevereiro de 2014 | 7" vinyl         | Stones Throw Records |